# Доріс Робертс
Доріс Мей Робертс (англ. Doris May Roberts; 4 листопада 1925 — 17 квітня 2016) — американська актриса, найвідоміша за роль Мері Бероун у серіалі «Усі люблять Реймонда».

## Життєпис
Народилася 1925 року в Сент-Луїсі в сім'ї Ларрі та Енн Мелтзер. Коли Доріс була ще дитиною, її батько покинув сім'ю і її матері довелося перебратися до своїх батьків, єврейських іммігрантів з Російської імперії, в Бронксі, Нью-Йорк.
Акторська кар'єра Доріс розпочалася на телебаченні 1952 року в серіалі «Перша студія». Пізніше вона з'явилася у серіалах «Захисники» та «Бен Кейсі». У той же час вона дебютувала і на Бродвеї. Її кінодебют відбувся 1961 року у фільмі «Дика штучка». За свою кар'єру в кіно Доріс з'явилася в таких фільмах, як «З леді так не поводяться» (1968), «Вбивці медового місяця» (1970), «Новий лист» (1971), «Такі добрі друзі» (1971), «Розбиває серця» (1972), «Різдвяні канікули» (1989), «Друге дихання» (1992), «Хлопчик на трьох» (2006) та деяких інших.
За свою кар'єру акторка знялася у понад 80 серіалах, серед яких «Човен кохання», «Острів фантазій», «Кегні та Лейсі», «Сент-Елсвер», за роль в якому вона була удостоєна премії «Еммі», «Вона написала вбивство», «Вокер, техаський рейнджер», « Дотик ангела», «Ліззі Магвайр», «Відчайдушні домогосподарки» та багатьох інших. Але найбільшу популярність вона здобула за виконання ролі Мері Байрон у серіалі «Усі люблять Реймонда», в якому вона знімалася з 1996 по 2005 рік. За цю роль Робертс сім разів номінувалася на «Еммі» як «Найкраща актриса другого плану в комедійному серіалі» і чотири рази ставала володаркою цієї премії. У 2003 році за свій внесок у телебачення Доріс була удостоєна зірки на Голлівудській алеї слави.
Доріс двічі була одружена. У шлюбі з першим чоловіком Майклом Каннатом народився син Майкл Каннат молодший, який свого часу став батьком її трьох онуків. Її другий чоловік, Вільям Гоєн, за якого вона вийшла заміж в 1963 році, він помер від лейкемії в 1983 році.
У 2005 році було опубліковано кулінарну книгу Доріс «Ви голодні, дорогі?». У тому ж році вона отримала почесний ступінь доктора образотворчих мистецтв в Університеті Південної Кароліни. Робертс виступала активним захисником тварин, а також брала участь у роботі організації «Діти з діагнозом СНІД».
Доріс Робертс жила в Лос-Анджелесі, в будинку, який свого часу належав актору Джеймсу Діну. Актриса померла 17 квітня 2016 року уві сні від інсульту на 91-му році життя. Похована на Вествудському цвинтарі у Лос-Анджелесі.

## Вибрана фільмографія
- 1967 — Босоніж по парку — покоївка готелю
- 1989 — Різдвяні канікули —  мати Еллен
- 1990 — Божевільний медовий місяць — місіс Нельсон
- 1996—2005 — Усі люблять Реймонда — Марі Бароне (головна роль, 210 серій)
- 1995 — Вокер, техаський рейнджер — Елейн
- 1998 — Таємниця щурів 2: Тіммі йде на порятунок — тітонька Шру (голос)
- 2006 — Не поступитися Штейнам — Роуз Філдер
- 2009 — Прибульці на горищі — Нана Роуз Пірсон
- 2011 — Фінеас і Ферб у другому вимірі — місіс Томпсон (голос)
- 2011 — Кралі в Клівленді — Лідія
- 2012 — Відчайдушні домогосподарки — Доріс Хаммонд
- 2013 — Особливо тяжкі злочини — Віра Вокер

## Нагороди
- Еммі 1983 — «Найкраща жіноча роль другого плану в драматичному серіалі» («Сент-Елсвер»).
- Еммі 2001, 2002, 2003, 2005 — «Найкраща жіноча роль другого плану в комедійному серіалі» («Усі люблять Реймонда»).